# 14.ª Calle Suroeste
La 14.ª Calle Suroeste o Decimocuarta Calle Suroeste es una calle del cuadrante suroeste de Managua, Nicaragua. Se extiende en sentido este-oeste desde el centro histórico hacia las zonas residenciales de Loma Verde y barrios intermedios del suroeste capitalino.

## Trazado
La calle inicia en la intersección con la Avenida Bolívar, considerada una de las arterias fundacionales de la ciudad. Se extiende hacia el oeste atravesando la NIC-2, una carretera nacional que conecta con la región del Occidente del país. A lo largo de su recorrido cruza con importantes avenidas como la 27.ª Avenida Suroeste, en zonas de alta densidad urbana, y concluye en la 42.ª Avenida Suroeste, en las cercanías del barrio Loma Verde.

## Intersecciones principales
- Avenida Bolívar (Managua) – Conexión con el centro de Managua
- NIC 2  – Carretera nacional hacia León y Chinandega
- 27.ª Avenida Suroeste – Acceso a zonas institucionales
- 38.ª Avenida Suroeste – Entrada a áreas residenciales
- 42.ª Avenida Suroeste – Punto final en Loma Verde

## Barrios que atraviesa
- Centro histórico
- Monseñor Lezcano
- Reparto España
- Loma Verde

## Coordenadas
12°8′20″N 86°17′20″O / 12.13889, -86.28889